# Карсаковка 2-я
 Карсаковка 2-я  —опустевшая деревня в составе Апраксинского сельского поселения Чамзинского района Республики Мордовия.

## География
Находится у реки Нуя на расстоянии примерно 7 километров по прямой на север от районного центра поселка  Чамзинка.

## История
Основана после 1861 года переселенцами из деревни Карсаковка 1-я, в 1927 году в ней было учтен 41 двор. По состоянию на 2020 превратилась в урочище.

## Население
Постоянное население составляло7 человека (русские 71%, мордва 29%) в 2002 году, 2 в 2010 году .